# Aartsbisdom Moskou
Het Aartsbisdom Moskou (Latijn: Archidioecesis Moscoviensis Matris Dei, Russisch: Архиепархия Матери Божией в Москве, Archijeparchija Materi Bozjijei v Moskve), ook wel bekend als Aartsbisdom Moeder Gods van Moskou, is een in Rusland gelegen rooms-katholiek aartsbisdom met zetel in de stad Moskou. De aartsbisschop van moskou is metropoliet van de kerkprovincie Moskou, wiens gebied overeenkomt met het land Rusland, en waartoe ook de volgende suffragane bisdommen behoren:
- Bisdom Saratov (Saratov)
- Bisdom Irkoetsk (Irkoetsk)
- Bisdom Novosibirsk (Novosibirsk)

## Geschiedenis
- 13 april 1991: Opgericht als apostolische administratie Europees Rusland uit delen van het bisdom Vladivostok
- 30 december 1993: gebied verloren bij de oprichting van de apostolische administratie van de Kaukasus
- 23 november 1999: Hernoemd naar apostolische administratie Noord-Europees Rusland, gebied verloren bij oprichting apostolische administratie Zuid-Europees Rusland
- 11 februari 2002: Promotie tot metropolitaan aartsbisdom Moeder Gods in Moskou

## Bisschoppen
- Tadeusz Kondrusiewicz (1991–2007)
- Paolo Pezzi (2007-heden)

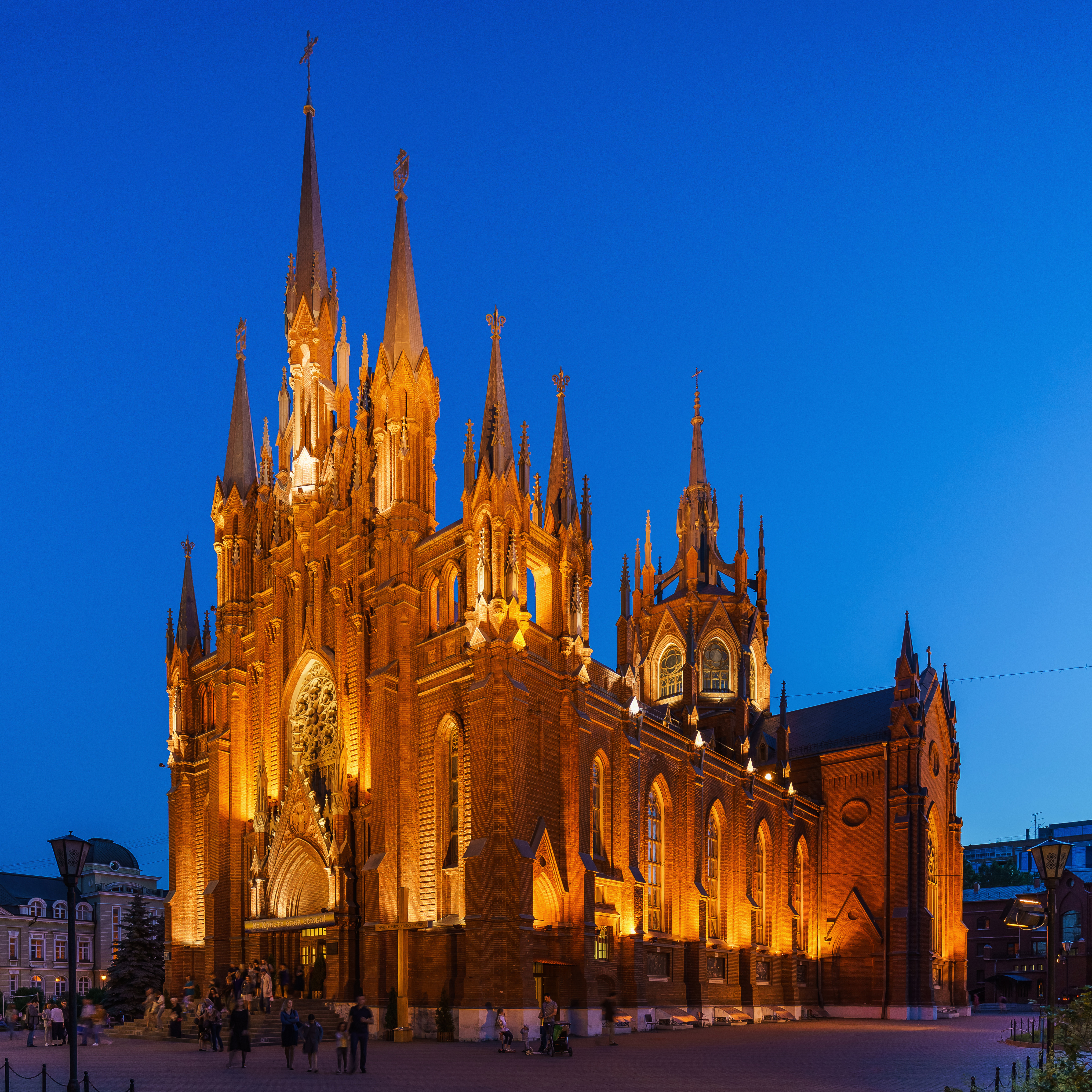
Kathedraal van Moskou
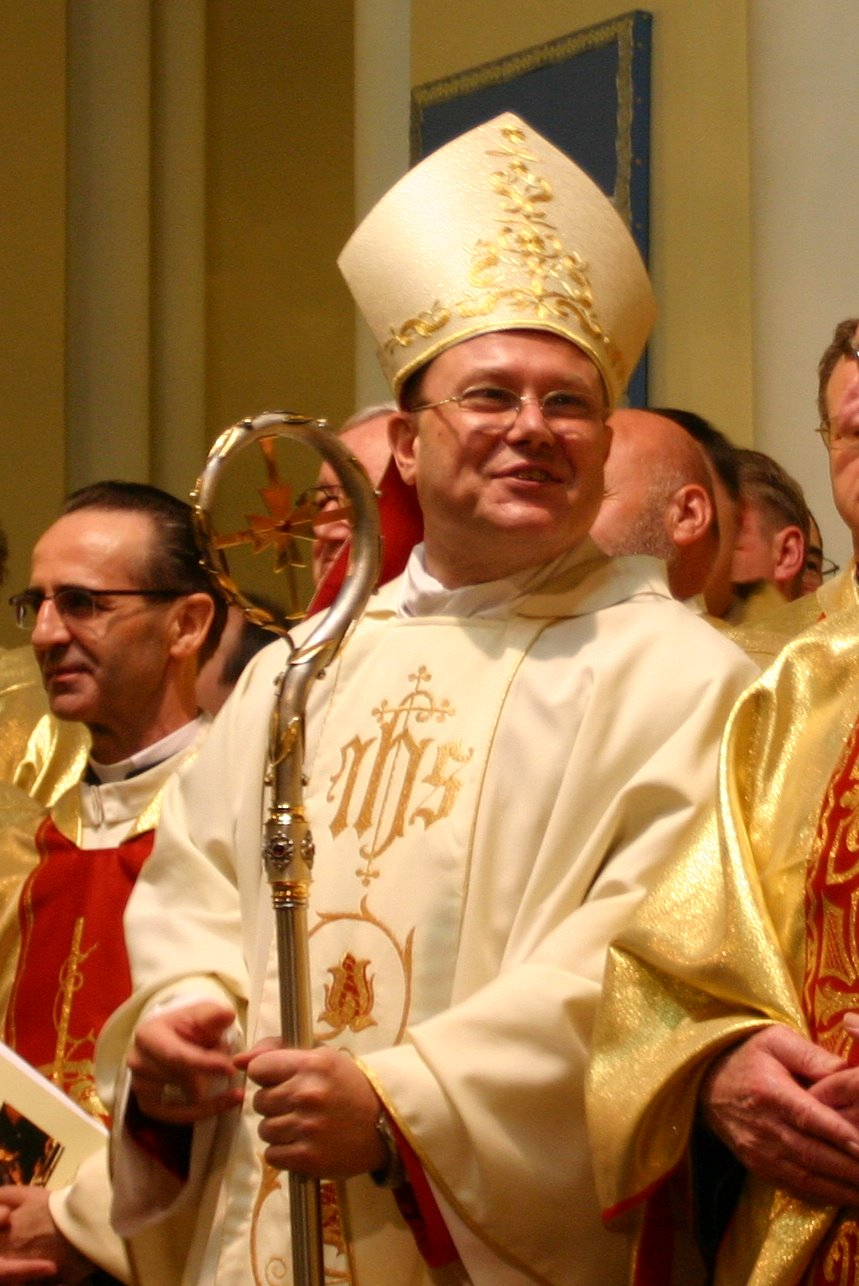
Aartsbisschop Pavel Pezzi